# Disstress (Medizin)

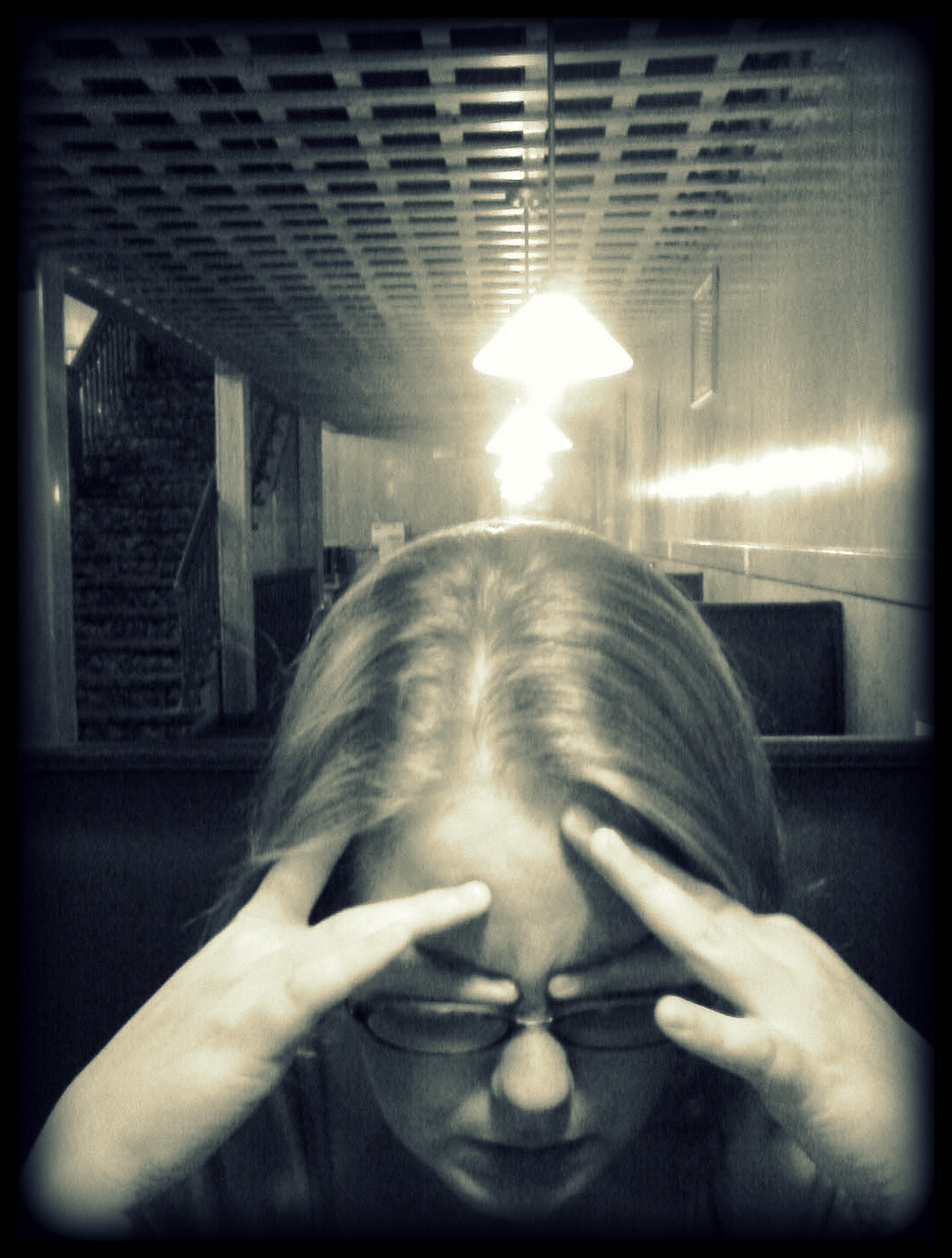
Frau, die den Zustand des Disstress darstellt

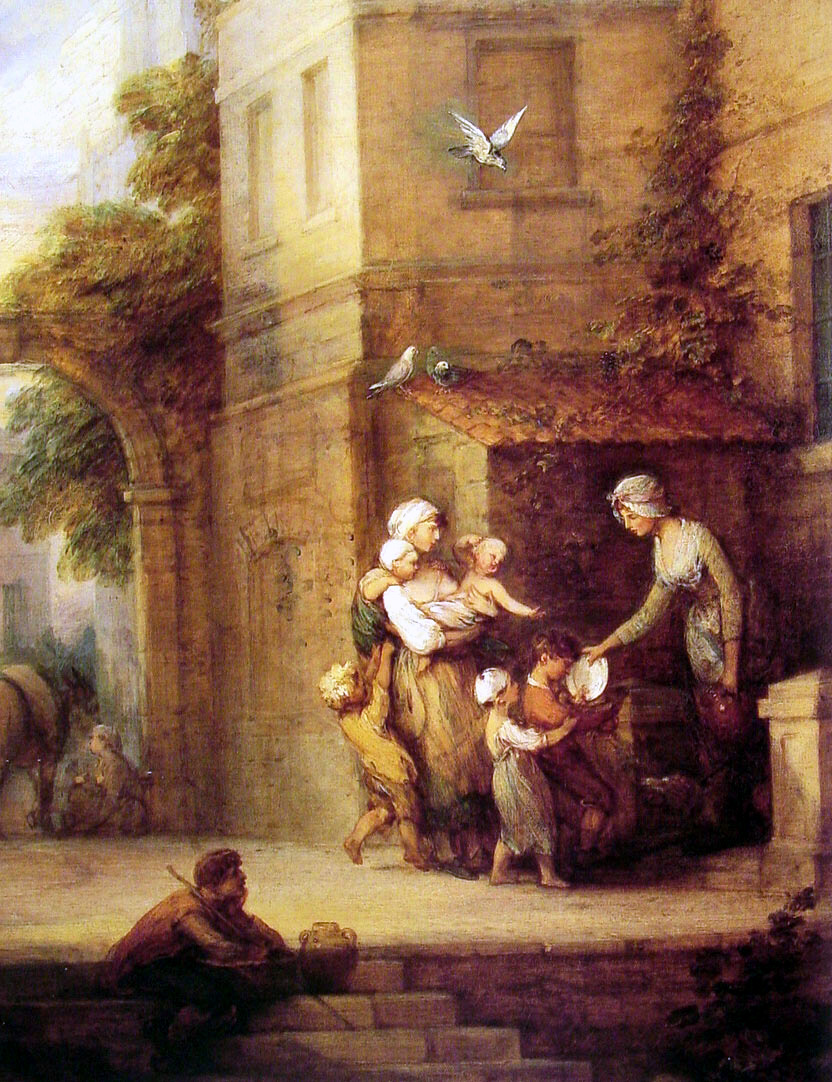
Wohltätigkeitsorganisation, die den Stress einer überlasteten Mutter abbaut.

In der Medizin ist Disstress oder Dysstress ein aversiver Zustand, in dem sich eine Person nicht vollständig an Stressfaktoren und den daraus resultierenden Stress anpassen kann und schlecht adaptiertes Verhalten zeigt. Ein Symptom kann die Gegenwart verschiedener Phänomene sein, wie unangemessene soziale Interaktion (z. B. Aggression, Passivität oder Rückzug).
Disstress ist das Gegenteil von Eustress, ein positiver Stress, der Menschen motiviert.

## Risikofaktoren
Stress kann durch Einflüsse wie Arbeit, Schule, Gleichaltrige oder Mitarbeiter, Familie und Tod entstehen. Andere Einflüsse variieren je nach Alter.
Menschen in ständigem Disstress werden eher krank, sowohl geistig als auch körperlich. Es gibt einen klaren Zusammenhang zwischen psychischem Disstress und Haupttodesursachen in allen Bereichen des Distress.
Höhere Bildung wurde mit einer Verringerung der psychischen Belastung sowohl bei Männern als auch bei Frauen in Verbindung gebracht, und diese Auswirkungen bleiben während des gesamten Alterungsprozesses bestehen, nicht nur unmittelbar nach Abschluss der Ausbildung. Dieser Zusammenhang nimmt jedoch mit zunehmendem Alter ab. Der Hauptmechanismus, durch den die höhere Bildung eine Rolle bei der Reduzierung von Stress bei Männern spielt, hängt eher mit den Ressourcen des Arbeitsmarktes als mit den sozialen Ressourcen wie bei Frauen zusammen.
In der Klinik ist Disstress ein vom Patienten gemeldetes Ergebnis, das einen großen Einfluss auf die Lebensqualität des Patienten hat. Am häufigsten wird ein HADS-Fragebogen (Hospital Anxiety and Depression Scale) verwendet, um die Belastung der Patienten zu beurteilen. Abhängig vom Score aus dem HADS-Fragebogen empfiehlt der Arzt anschließend, Änderungen des Lebensstils oder eine weitere Bewertung für psychische Störungen, wie Depressionen, anzustreben.

## Umgang
Menschen finden oft Wege, mit Disstress umzugehen, sowohl auf negative als auch auf positive Weise. Beispiele für positive Methoden sind Musikhören, Beruhigungsübungen, Ausmalen, Sport und ähnliche gesunde Ablenkungen. Negative Wege können unter anderem den Konsum von Drogen wie Alkohol und den Ausdruck von Wut umfassen, die wahrscheinlich zu komplizierten sozialen Interaktionen führen und somit zu einer erhöhten Belastung führen.